# 日本橋室町三井タワー
日本橋室町三井タワー（にほんばしむろまちみついタワー）は、東京都中央区日本橋室町に所在する超高層ビル。日本橋室町三丁目地区第一種市街地再開発事業のA街区に建設された。オフィス・ホール・商業施設で構成され、商業区画はCOREDO室町テラス（コレドむろまちテラス）の名称が付されている。

## 概要
1990年代後半の金融や商業の中心としての勢いを失った日本橋の活性化を目的に、三井不動産は創業地であり本拠地の日本橋エリアで日本橋再生計画を始動。日本橋一丁目三井ビルディング（COREDO日本橋）、日本橋三井タワー、室町東三井ビルディング（COREDO室町1）、室町古河三井ビルディング（COREDO室町2）、室町ちばぎん三井ビルディング（COREDO室町3）を順次開発し、再生計画第2ステージにおける旗艦プロジェクトとして開発したのが日本橋室町三井タワーである。
計画地は中央通りと江戸通りの交差点に位置し、東京メトロ三越前駅やJR新日本橋駅に隣接するなど交通至便の地に所在するが、旧耐震基準の建物が約6割を超えるなど建物の老朽化が進行し、新日本橋駅のバリアフリー動線も未整備で地下の歩行者環境も十分といえないなど、地域防災性や活性化の観点から課題を抱えていた。
このため、再開発にあたっては地区内を縦断していた区道を廃止し大街区化を図り、計画地南側に大規模緑化広場を整備し、 併せて、国土交通省が施行する日本橋都市再生事業の未整備エリアである三越前駅と新日本橋駅を結ぶ地下歩道の拡幅整備を行った。加えてBCP対策として、建物内に大規模コージェネレーションシステムも導入。発電による特定電気事業および排熱利用による熱供給事業を展開し、既存ビルを含めた周辺街区への電力および熱の供給を実現している。
日本橋室町三井タワーの開業を区切りとして、三井不動産の再生計画は第3ステージへと本格移行。数千億円～1兆円を投じ、2035年～40年までに日本橋川沿いに商業店舗、広場、オフィス、宿泊施設などを整備していくとしている。
第62回BCS賞受賞。

## 施設構成

### COREDO室町テラス
地下1階～地上2階部分が、「価値ある時間を過ごす場所」を施設コンセプトとしたCOREDO室町テラスとなり、31店が営業する。地域住民、ワーカー、来街者が集い交流するコミュニテイの場の創出にこだわり、南側に大庇を架けた大規模緑地広場（約1500㎡）を設けた。そこにはベンチやテーブルを多数配し、大型ビジョンも設置した。
核テナントは日本初進出となる台湾の「誠品生活日本橋」。三井不動産と誠品股份有限公司がそれぞれ出資し、日本における誠品生活のライセンスを保有する合弁会社として誠品生活MFを設立、有隣堂がライセンシーとして運営している。ほかに大規模緑地広場の横には「石屋製菓」が手掛ける道外初の直営カフェとして、「ISHIYA NIHONBASHI」を出店している。

### 室町三井ホール&カンファレンス
3階に設置。面積373㎡・最大収容人数約420名の多目的ホールと3つのカンファレンスおよびホワイエからなる。

### オフィスフロア
5階にスカイロビー、高木を植栽したスカイテラスおよびテナント企業専用無料ラウンジのほか、ほくほくフィナンシャルグループ傘下の北陸銀行と北海道銀行が共用のエントランスとATMを設置し、同じフロアに東京支店を設けた。
7階から25階がオフィスフロア。全方位の眺望を確保できる奥行約20mの専有部が四周を取り囲むセンターコア式平面形状となっている。ウーブン・バイ・トヨタ、ボストン・コンサルティング・グループ、西本Wismettacホールディングス、三井不動産、三井不動産レジデンシャルなどがオフィスを構える。また日本橋室町三井タワーミッドタウンクリニックが7階に入る。

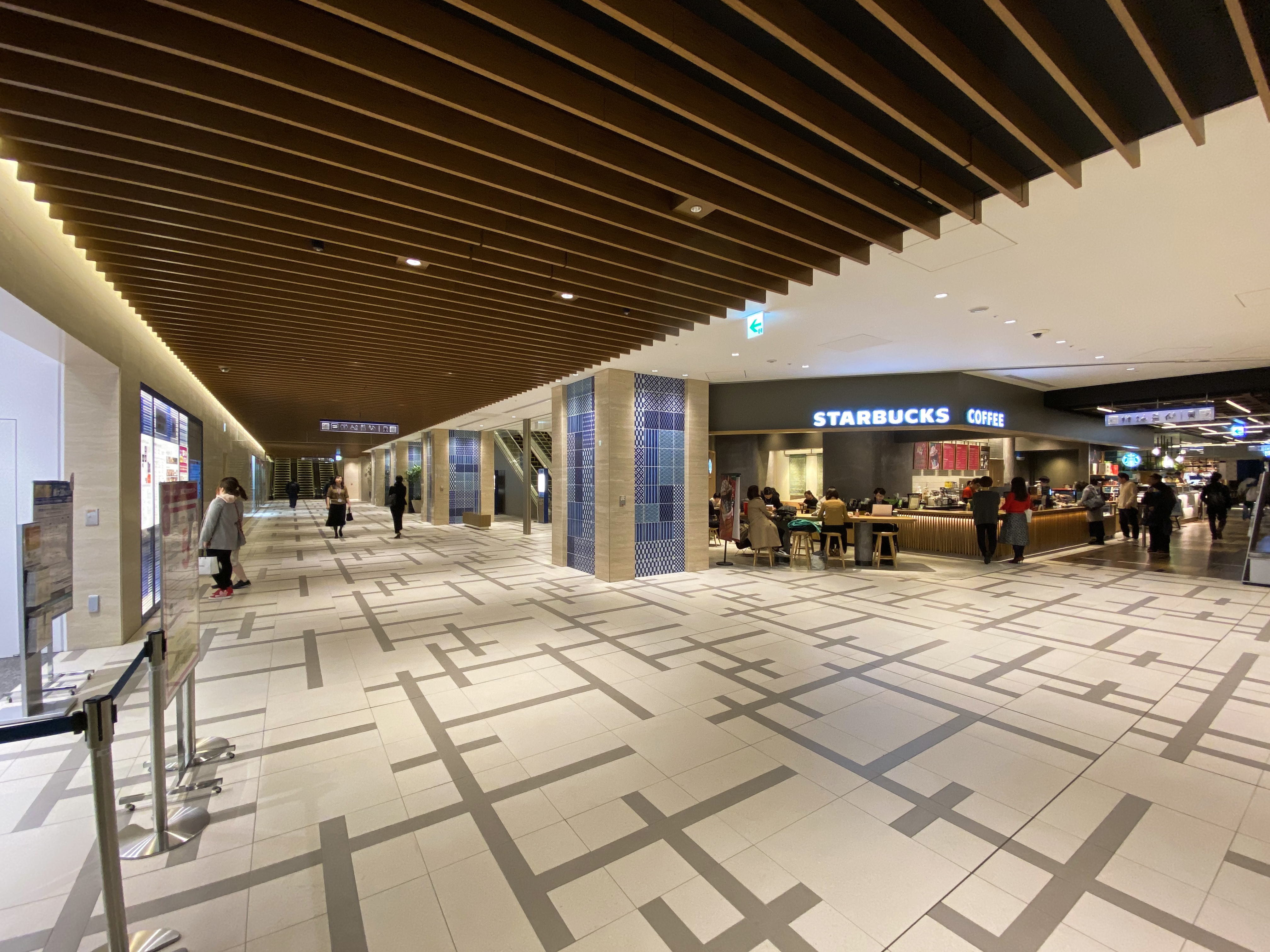
地下1階
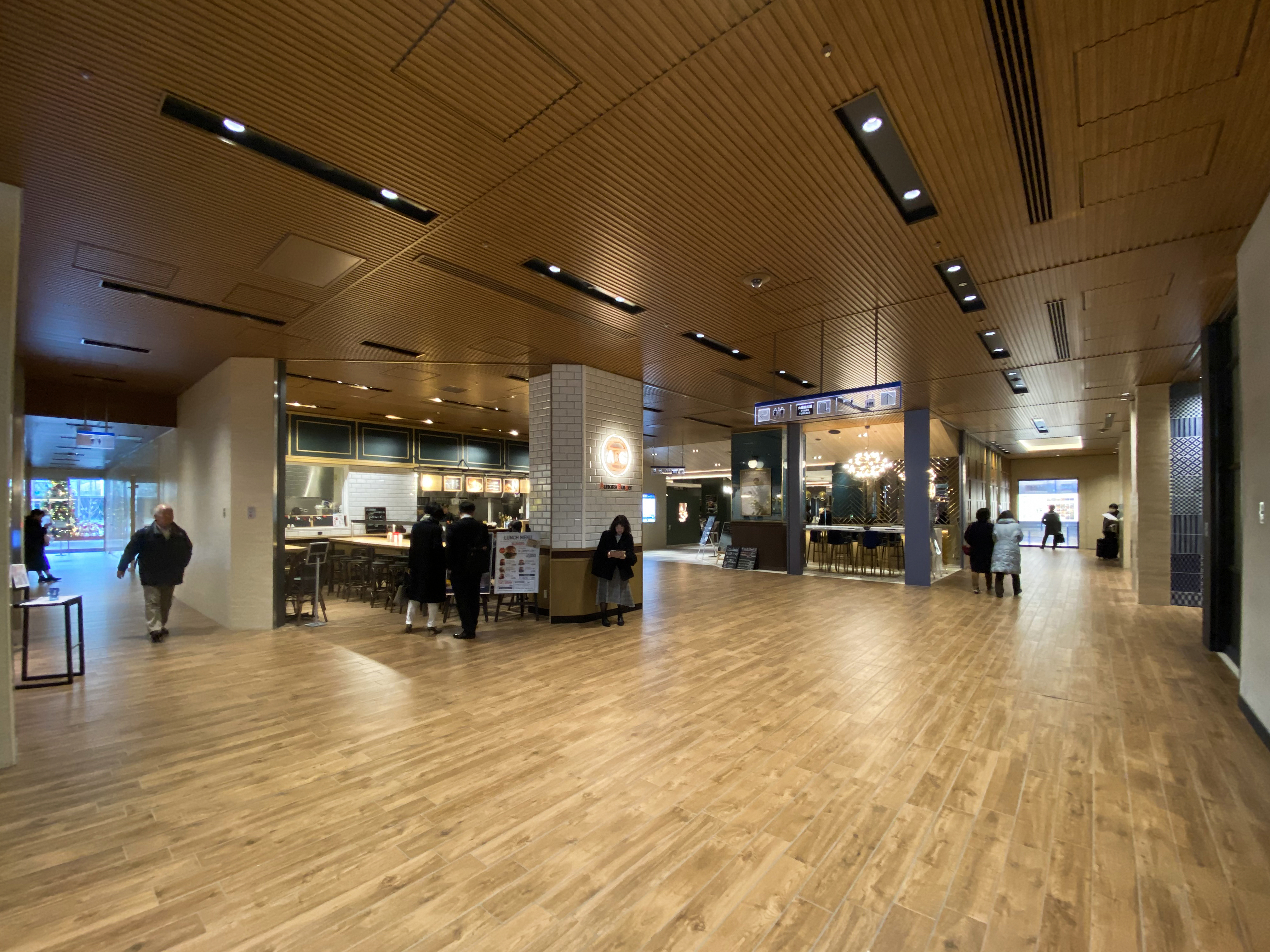
1階
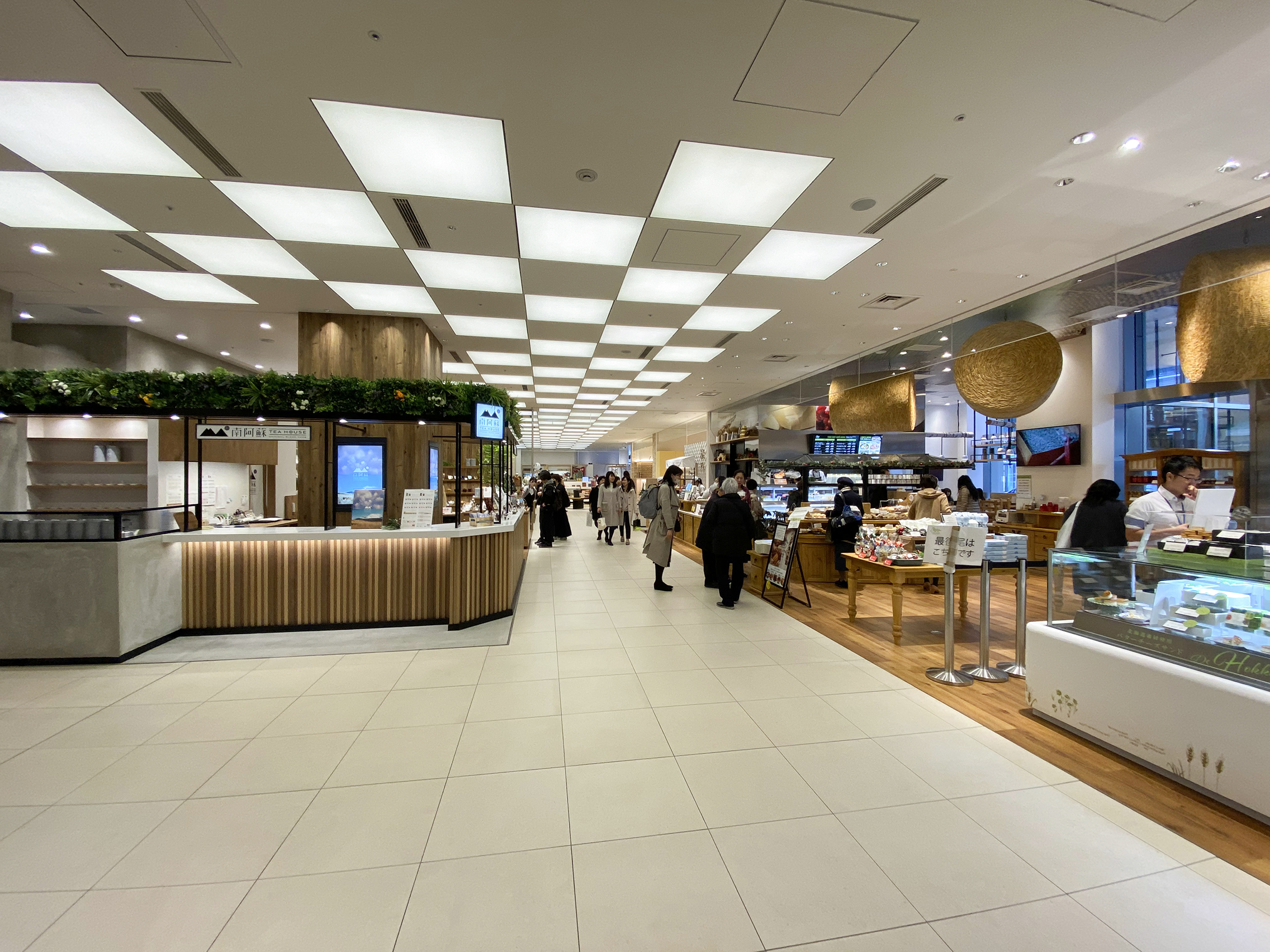
1階商店
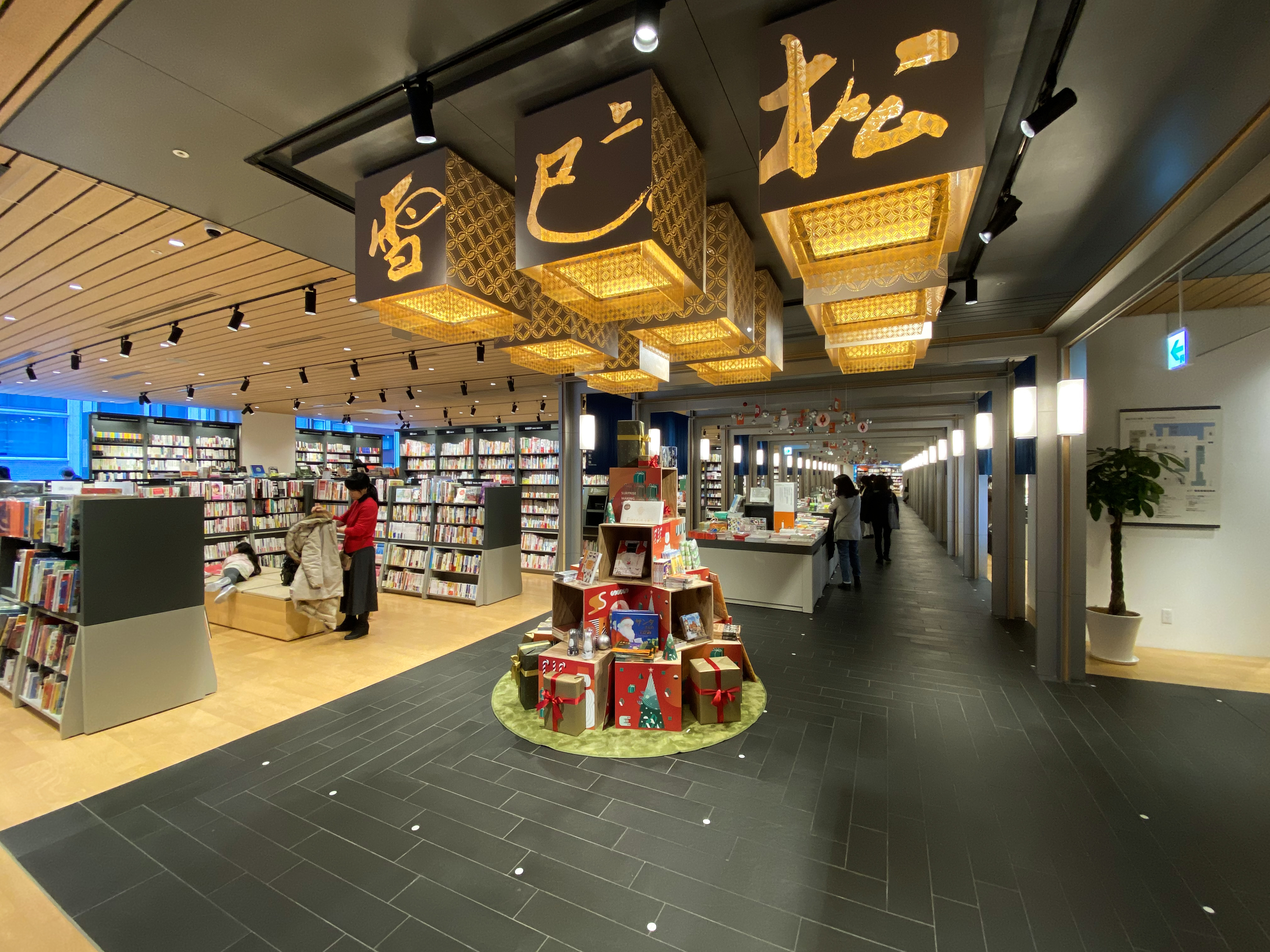
2階誠品生活日本橋
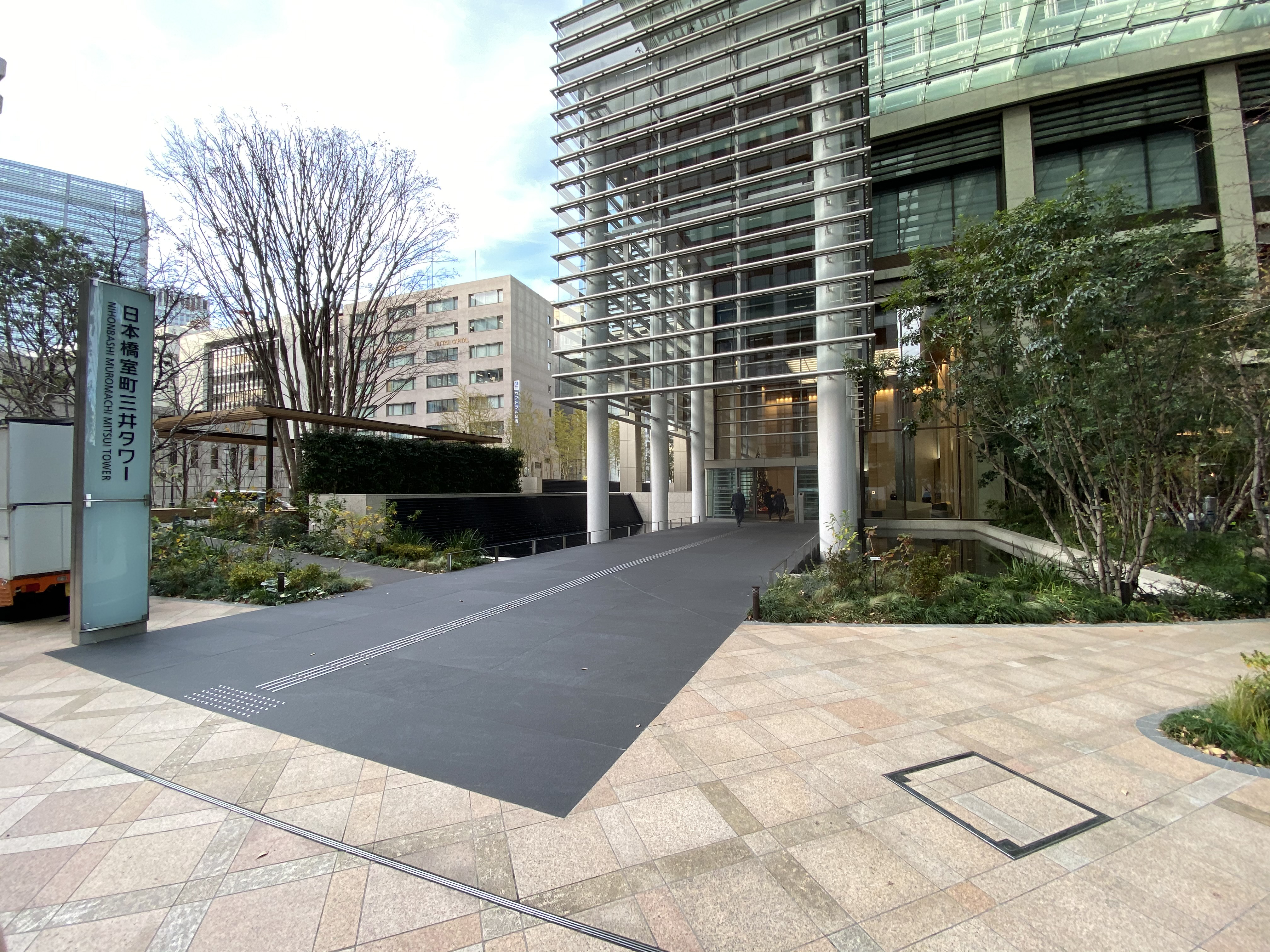
Office tower entrance
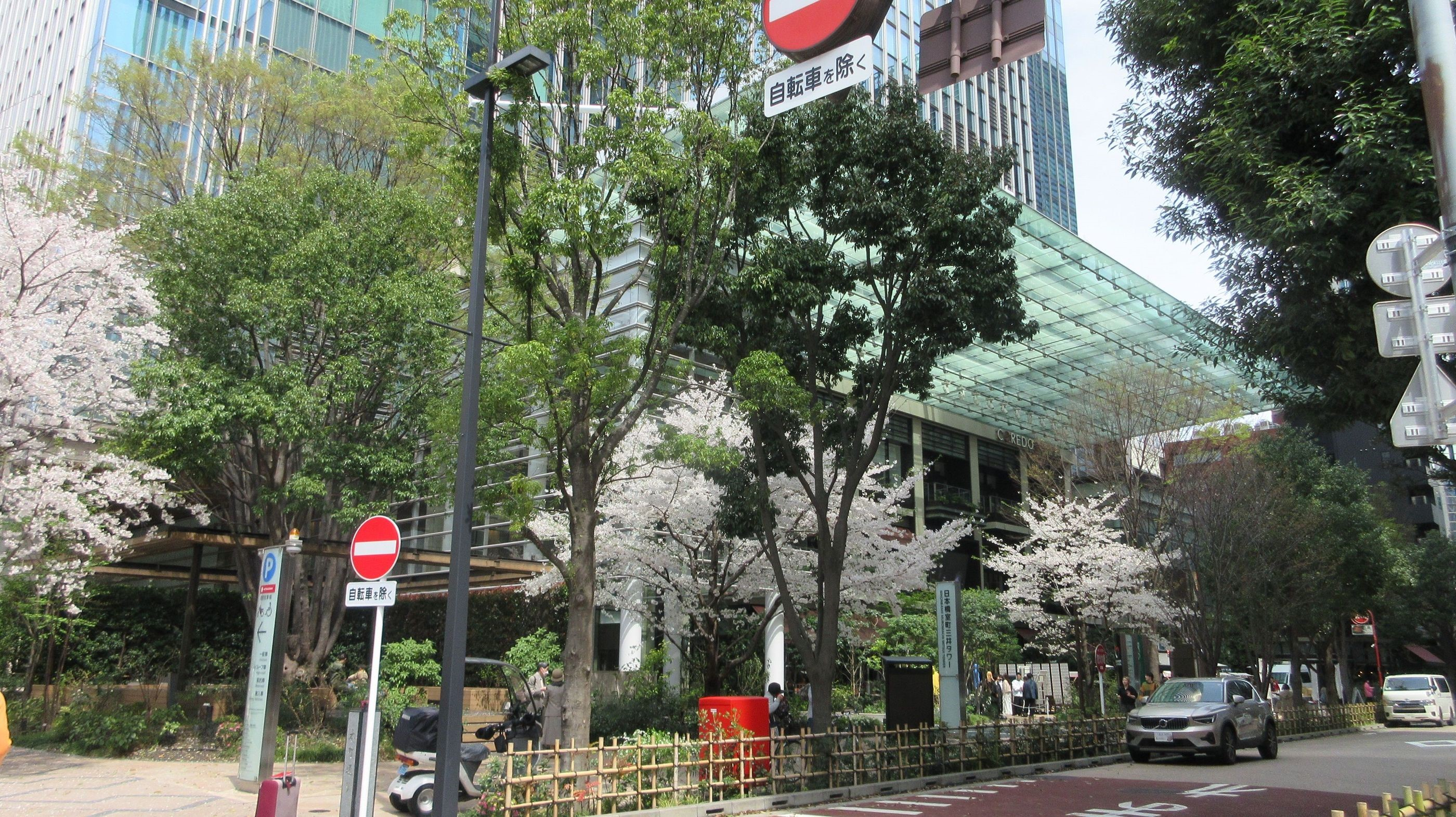
春のCOREDO室町テラス

## テナント
夥しい企業群が並ぶ。
- 23F-25F ボストンコンサルティンググループ
- 16F-20F 株式会社TRIAD
- 12F     三井不動産株式会社